# 나는 부활마법을 가졌다
나는 부활마법을 가졌다는 무화꽃란의 웹툰이다.
주인공(하루아)는 가족사정으로 옥상에서 자살하려 하였으나 포기하고 내려오는 길에 이세계(테라스)로 소환당하게 된다. 테라스로 소환당한 후 분홍 머리의 사람(이하 경직이)에게 갑자기 세계에 대해 설명을 받고 납치당할 뻔하였으나 노란색 머리카락의 "아이"라는 소녀에게 발견되었다. 당황한 경직이는 허리에 칼을 들이대며 위협하였지만 경직이는 주인공에게 뺨을 맞고 주인공은 경직이의 뺨을 때리던 도중 실수로 칼에 허리를 찔리고 쓰러지게 되어 아이에게 도움을 받는다.
하루아는 치료를 받은 이후 이세계의 자세한 설명을 듣고 자신의 능력에 대해 알게 되었다. 하루아의 능력은 리저렉션이었다. 하루아는 리저렉션을 가지고 아이의 파티에 들어가 공략자가 된다.